# Avocatier

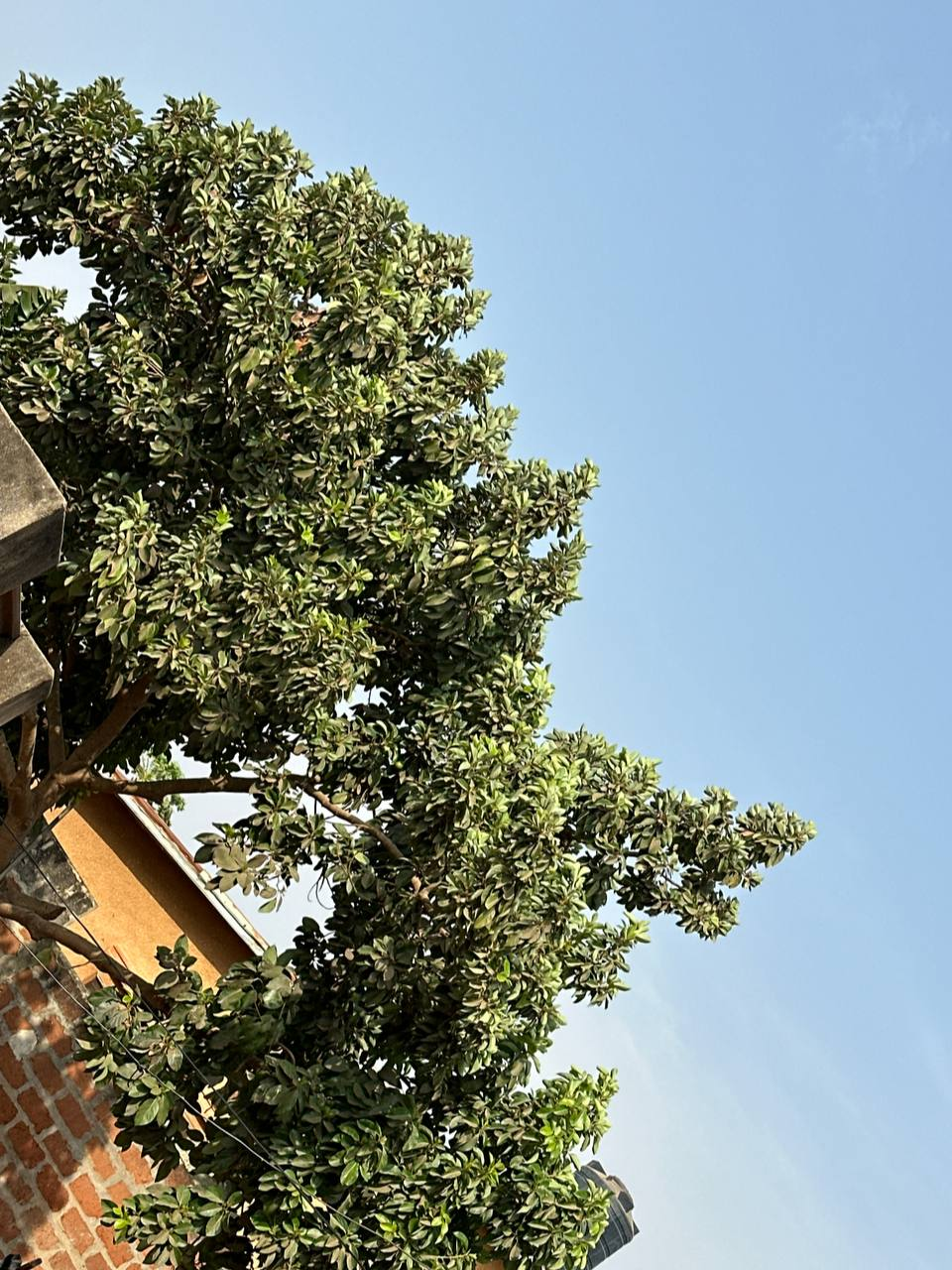

Persea americana
Espèce
Classification phylogénétique
L'avocatier (Persea americana) est une espèce de plantes à fleurs de la famille des Lauracées. C'est un arbre fruitier originaire du Mexique et d'Amérique centrale. Il est notamment cultivé pour ses fruits, les avocats, riches en lipides.

## Étymologie et noms vernaculaires

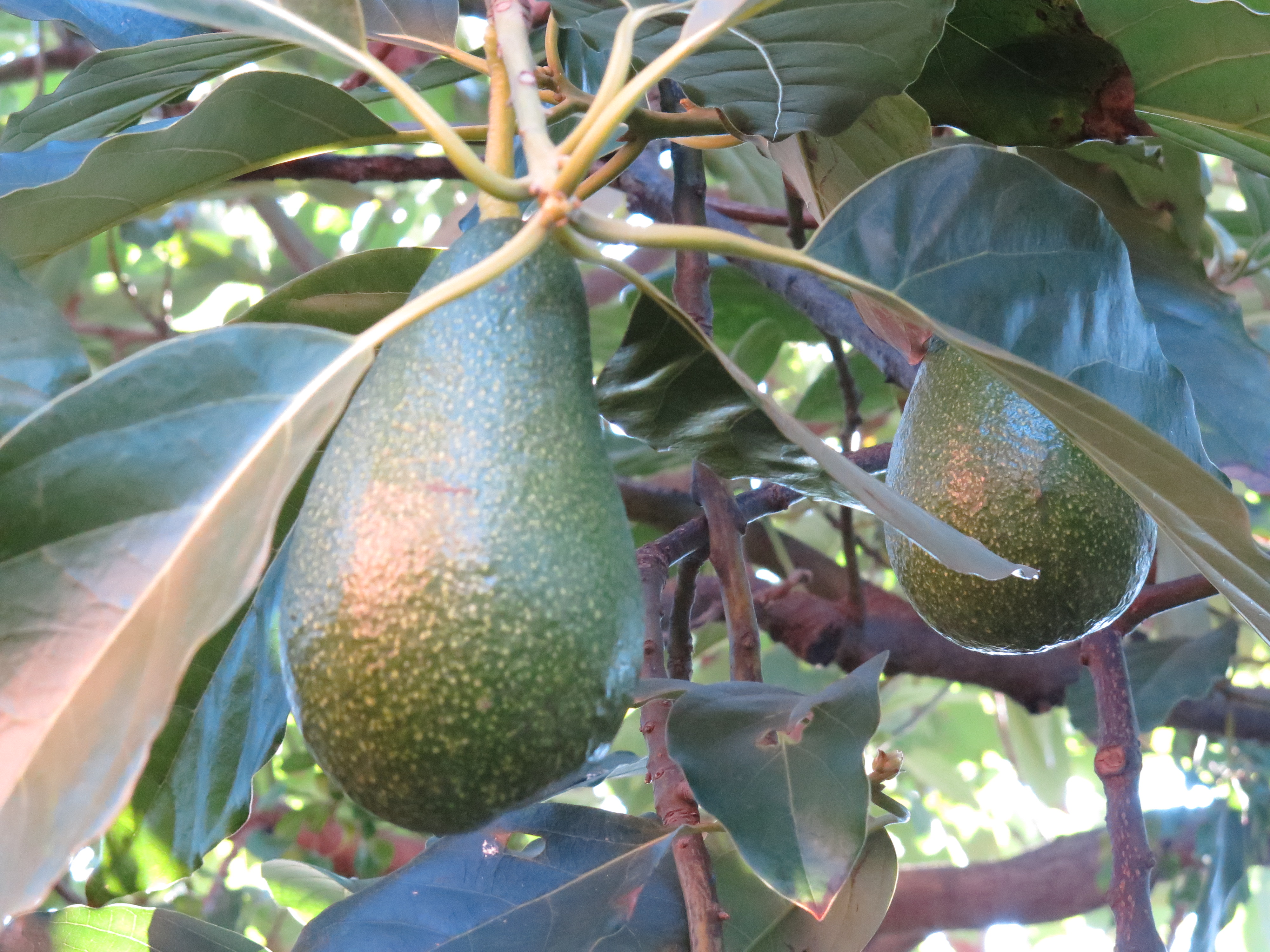
Les fruits.

Son nom provient du nahuatl « ahuacatl » qui signifie « testicule » en référence à sa forme. On retrouve le terme ahuacatl dans le mot composé ahuacamolli (guacamole), signifiant « sauce à l'avocat ».
En chinois, l'avocat est appelé « fruit à beurre » (牛油果, níuyóu gǔo), ou parfois « poire crocodile » (鳄梨, èlí).

## Description botanique

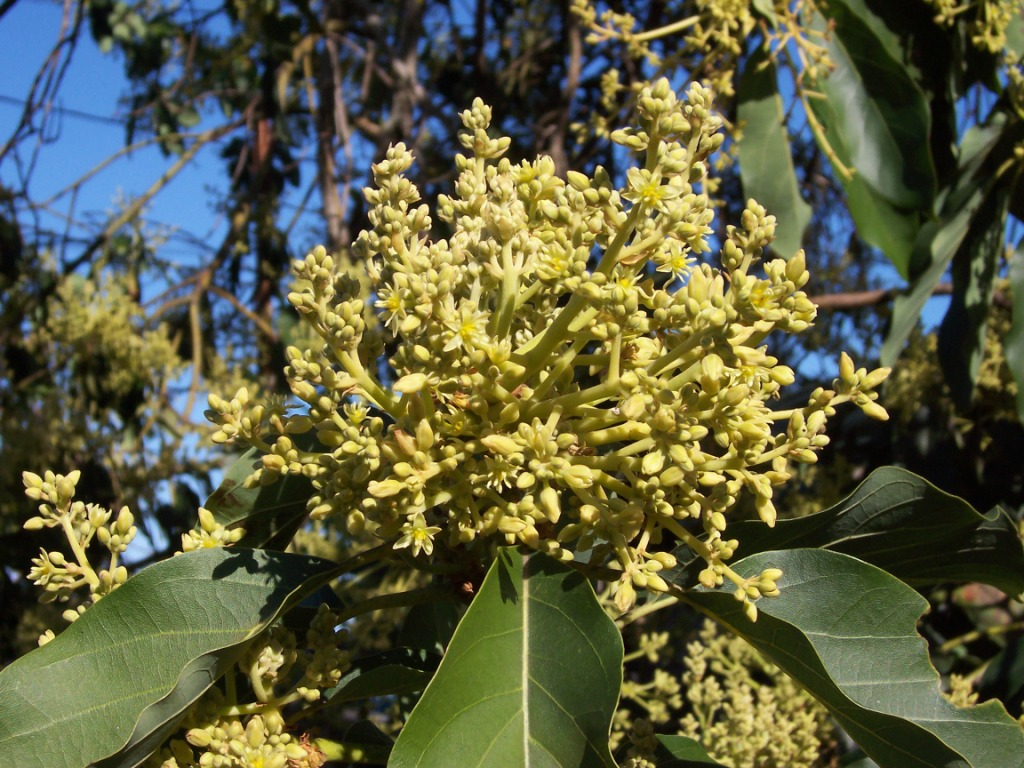
Grappe de fleurs.

L'avocatier est un arbre de taille moyenne qui peut atteindre vingt mètres de hauteur. Cependant, il mesure en général environ dix mètres. Sa cime est ample et touffue, son tronc est recouvert d'une écorce grisâtre et crevassée.
Les feuilles sont alternes, elliptiques, entières, à bords lisses, acuminées elles mesurent  20-30 cm sur 10-15 cm, la base est pointue, la face ventrale est vert foncé, brillant, les nervures sont vert clair, la face dorsale est terne, glauque clair à blanc, les feuilles juvéniles, légèrement violacées, sont duveteuses. Le pétiole fait 3-5 cm. Elles tombent tous les ans, mais après que l'arbre a déjà formé son nouveau feuillage annuel : l'arbre reste donc vert en permanence.

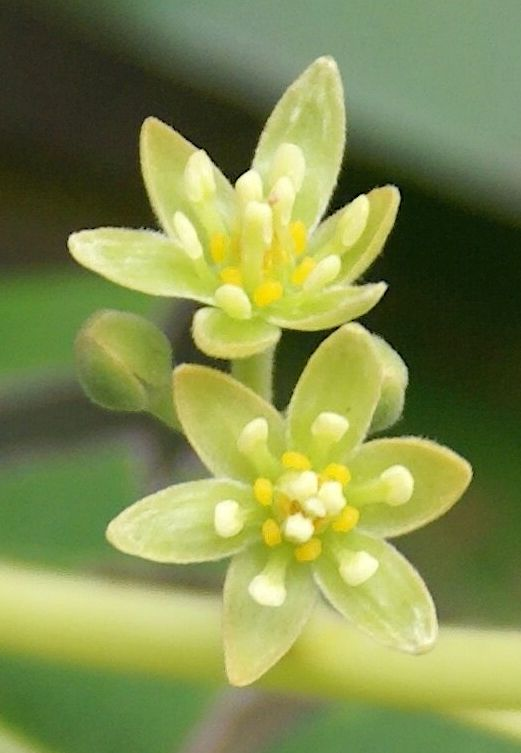
Fleurs en phase femelle (reconnaissables au stigmate central blanc prêt à recevoir le pollen et aux étamines rabattues perpendiculaires au pistil). Si on voit des fleurs femelles sur un arbre le matin, la variété appartient au groupe A. Si on les voit l'après-midi, la variété appartient au groupe B.

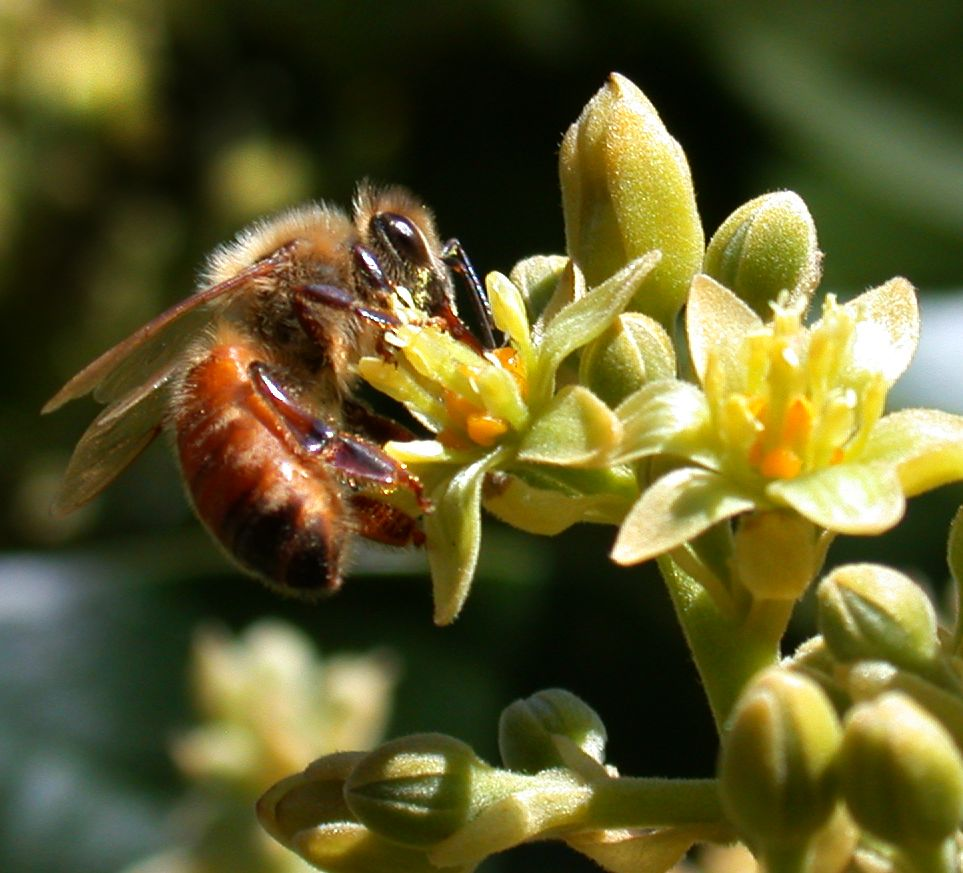
Fleurs en phase mâle (reconnaissables au stigmate replié et grâce aux anthères et aux étamines dressées à la verticale). La présence d'abeilles récoltant le pollen peut être un signe mais elles récoltent aussi du nectar sur toutes les fleurs. Sauf températures fraiches, si on voit des fleurs mâles sur un arbre le matin, la variété appartient au groupe B. Si on les voit l'après-midi, la variété appartient au groupe A.

Ses fleurs sont hermaphrodites successives et mesurent de 5 à 10 mm. Il existe deux types différents d'inflorescences d'avocatier : déterminées et indéterminées. Dans une inflorescence déterminée, l'extrémité de la pousse qui porte les fleurs se terminera par une fleur. Les inflorescences indéterminées se terminent par un bourgeon végétatif. Un avocatier peut produire plus d'un million de fleurs mais au mieux, seules 1/1000 donneront un fruit.
Le fruit, l'avocat, est en forme de poire (piriforme) ovoïde ou rond, de 7 à 20 cm de longueur, pesant de 100 à 1 000 g. L'avocat est, d'un point de vue botanique, une baie à un seul pépin, et non une drupe car l'endocarpe est charnu. Il a une grosse graine centrale ovale de 3 à 5 cm de long.

### Dichogamie
Toutes les fleurs d'avocatiers s'ouvrent une première fois au stade femelle et une seconde fois au stade mâle (parfois une troisième fois à nouveau au stade mâle).
Les fleurs des variétés du groupe A (protogyne) s'ouvrent au stade femelle le matin du jour 1 et au stade mâle l'après-midi du jour 2.
Les fleurs des variétés du groupe B (protandre) s'ouvrent au stade femelle l'après-midi du jour 1 et au stade mâle le matin du jour 2.
Les deux types de floraison ont cette précision d'ouvertures seulement lorsque la température moyenne (entre le minimum nocturne et le maximum diurne) est supérieure à 21°C. Si les températures sont plus basses au printemps, les ouvertures quotidiennes sont retardées et deviennent irrégulières, ce qui signifie qu'un même arbre peut avoir des fleurs aux stades femelle et mâle en même temps et s'auto-polliniser. Cela peut expliquer pourquoi de grands blocs d'arbres d'une seule variété peuvent produire des récoltes abondantes. Toutefois, lorsque la température moyenne tombe en dessous de 21°C, les parties florales fonctionnent moins bien. Si la température tombe en dessous de 15,5°C, il peut y avoir une absence totale de floraison. Idéalement, il faut trois jours de beau temps successifs pour obtenir une bonne pollinisation.
Les fleurs femelles sont pollinisables seulement pendant deux à trois heures. Il faut donc cultiver un arbre de chaque groupe à moins de 50 m l'un de l'autre pour que l'ouverture des fleurs mâles et femelles puissent coïncider afin de permettre une pollinisation optimale.

### Variétés
- Persea americana var. drymifolia (la variété mexicaine).
- Persea americana var. floccosa
- Persea americana var. guatemalensis (la variété guatémaltèque).
- Persea americana var. nubigena
- Persea americana var. steyermarkii

## Effets sur la santé

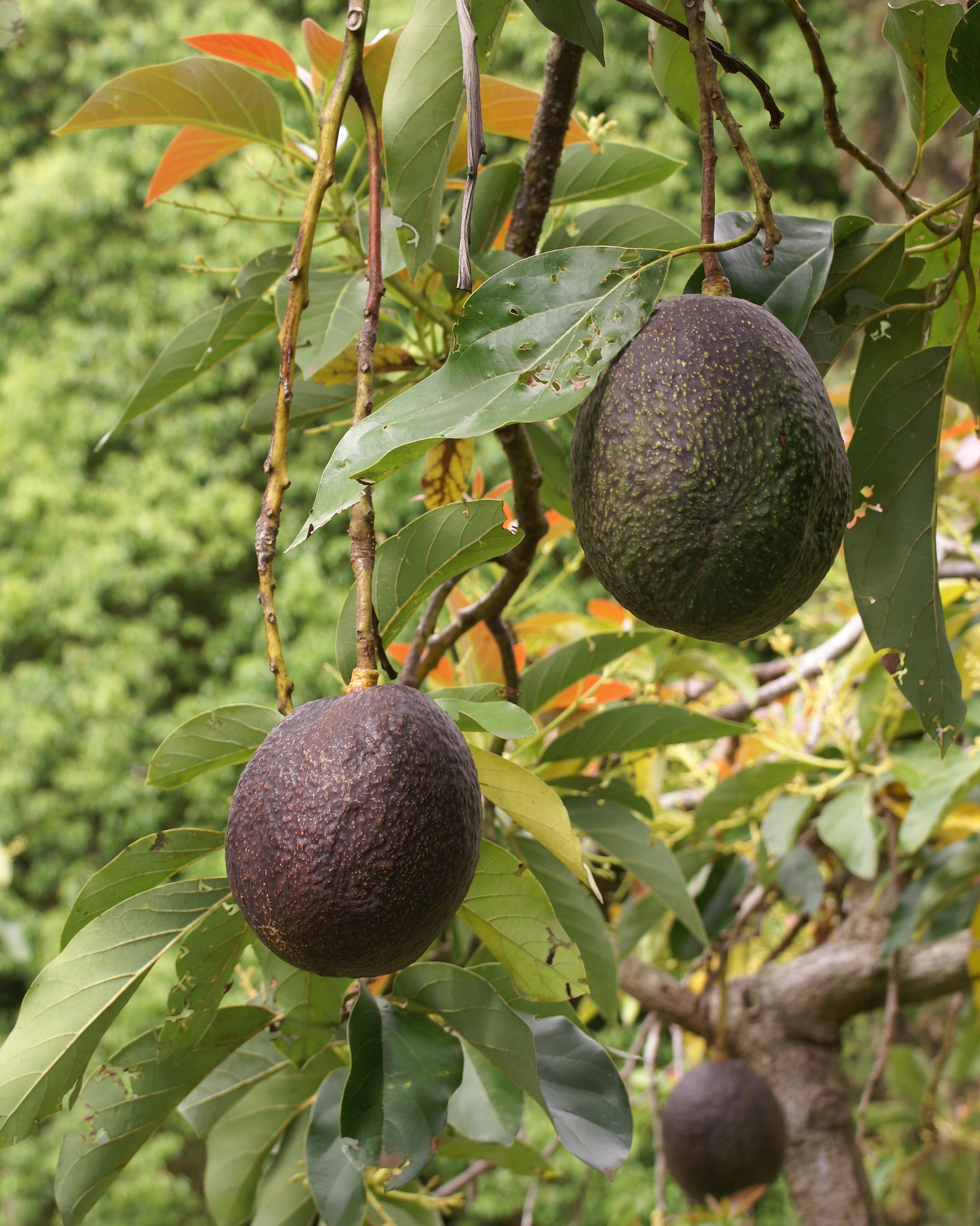
Avocats (Persea americana).

### Fruit
L’avocat est un aliment courant chez l’humain. Il apporte notamment de la vitamine B9, du potassium et du cuivre.

#### Pépin
Le pépin, habituellement exclu de l’alimentation, contient une toxine (un glycoside cyanogène), mais influerait aussi sur la réaction inflammatoire selon une étude de 2019.

### Feuille et écorce
La feuille d’avocatier est toxique si elle est ingérée, mais Adeyemi et al. ont montré en 2002 que de l’extrait aqueux de cette feuille a des effets analgésiques et anti-inflammatoires. Cet extrait inhibe de manière dose-dépendante les deux phases du test de douleur au formol chez la souris de laboratoire, avec diminution de la contraction induite par l'acide acétique et élévation du seuil de sensibilité à la douleur. L'extrait produit aussi une inhibition dose-dépendante de l'œdème, induit dans ce cas sur la patte de rats de laboratoires via la carragénine. Cet extrait a aussi un effet hypoglycémiant démontré en 2005, ainsi qu'un effet anticonvulsifiant, démontré en 2006 par Ojewole et al. La feuille contient aussi des molécules d'intérêt pour le système cardiovasculaire (vasodilatateur, hypotenseur) qui pourrait présenter un intérêt contre l'hypertension, par exemple en médecine locale en Afrique.

#### Toxicité chez les animaux
Les feuilles et l'écorce de l'avocatier, ainsi que la peau ou la chair de l'avocat peuvent être nocifs pour les animaux tels que chats, chiens, bovins, caprins, lapins, rats, oiseaux, poissons, et les chevaux qui peuvent être gravement intoxiqués quand ils les consomment, et même en mourir.
Les feuilles d'avocatier contiennent en effet de la persine, un acide gras dérivé toxique qui, en quantité suffisante, peut causer la mort. Les symptômes comprennent l'irritation gastro-intestinale, vomissements, diarrhée, détresse respiratoire, congestion, l'accumulation de liquide autour des tissus du cœur, et même la mort. Les oiseaux semblent aussi être particulièrement sensibles à ce composé toxique. Les effets négatifs chez l'homme semblent être principalement des problèmes d'allergies.

## Utilisation
On plante l'avocatier pour les fruits qu'il produit ou l'ombre qu'il fournit. Son bois dur est utilisé dans la construction.

### Histoire
L'avocatier est originaire d'une vaste zone géographique s'étendant des montagnes centrales et occidentales du Mexique, à travers le Guatemala jusqu'aux côtes pacifiques d'Amérique centrale. Il y a des preuves archéologiques de l'utilisation et de la sélection des pieds au Mexique pendant dix mille ans. Des noyaux trouvés dans des grottes de la vallée de Tehuacan (État de Puebla) montrent que durant cette période il y eut une sélection progressive vers une augmentation de la taille des fruits ; ceci est indiqué par l'augmentation de la taille des noyaux des couches récentes par rapport à la taille de ceux des couches plus anciennes.

## Culture

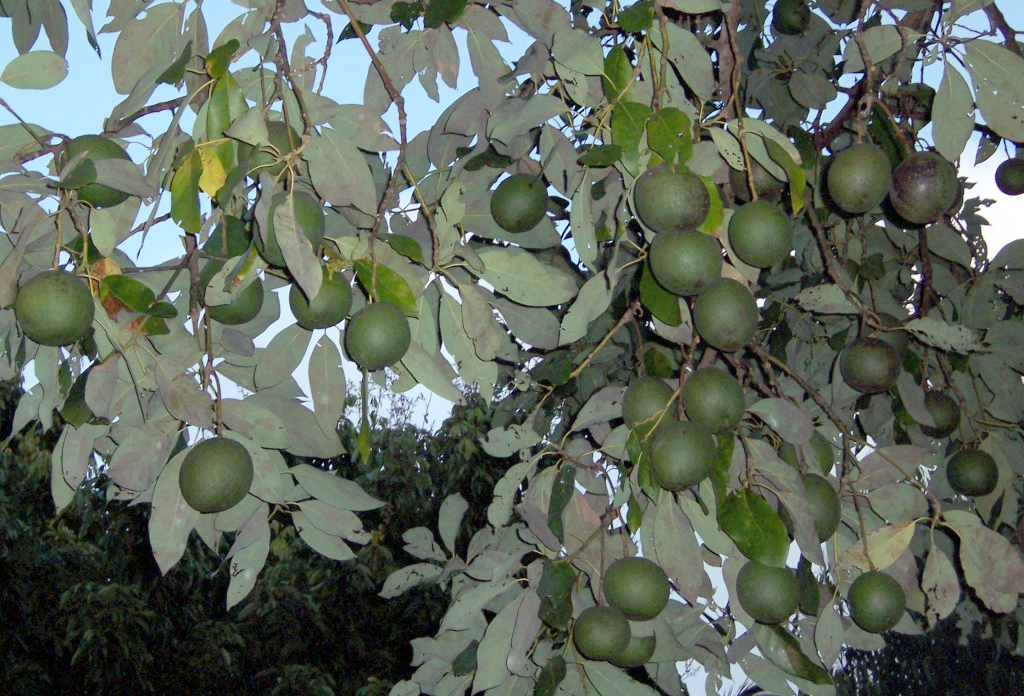
Fruits et feuillage.

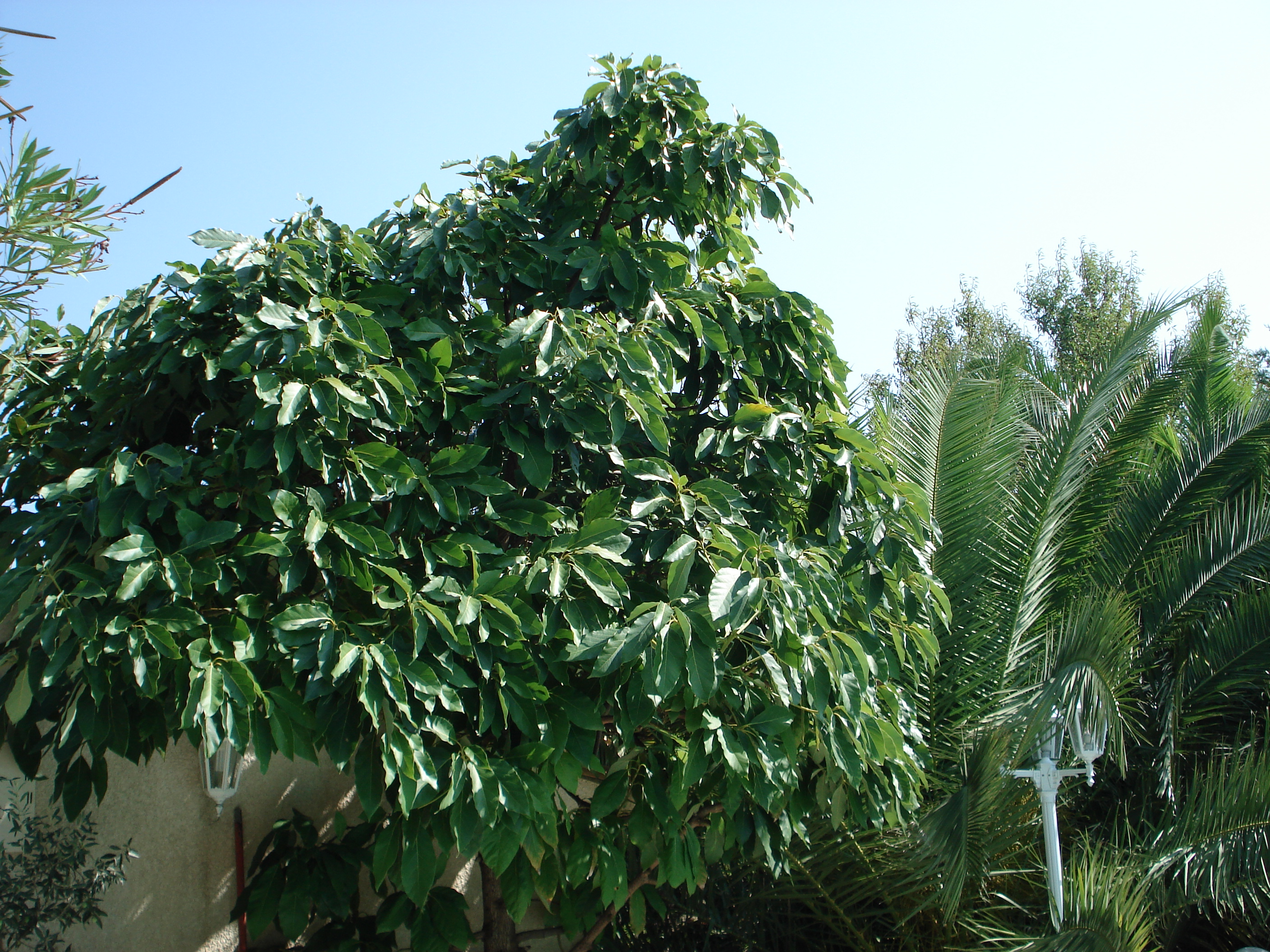
Avocatier de 32 ans en zone USDA 8b.

L'avocatier est un arbre des forêts tropicales humides, qui généralement ne supporte pas le gel et l'humidité l'hiver, et ne peut donc être cultivé que sous des climats tropicaux ou subtropicaux.

### Rusticité
Certaines variétés d'origine mexicaine ont cependant été sélectionnées pour leur rusticité et leur capacité à résister à des gelées modérées, permettant ainsi la mise en place de cultures dans des régions comme la Corse ou l'Espagne,.
Les variétés mexicaines peuvent supporter des températures allant jusqu'à −10 °C pour la variété 'Fantastic' (notamment les variétés suivantes : 'Brazos Belle', 'Joey', 'Lila', 'Poncho', 'Clifton', 'Duke', 'Ganter', 'Gottfried', 'Ignacio', 'Mayo', 'Mexicola', 'Mexicola grande', 'Northrop', 'Puebla', 'Stewart', 'Teague', 'Topa Topa', 'Walter Hole', 'Zutano'), les variétés guatémaltèques jusqu'à −2 à −3 °C.
L'avocatier préfère les sols légers et bien drainés et éventuellement légèrement acides (pH 6 à 6,5). La production de fruits est réduite en sols salins. Dans les zones froides, on veillera à le protéger du vent par des plantations contre vents dominants de haies assez hautes faites de cyprès par exemple ou en le plantant le long d'un mur d'enceinte. Les jeunes plants devront être protégés par un paillis épais au sol et un voile d'hivernage.
C’est un arbre à croissance relativement lente. Il atteint plus de dix mètres à l’âge adulte et peut donner ses premiers fruits vers 5 à 6 ans en conditions idéales (mais le plus souvent vers 8 ou 9 ans).
Dans le sud de la France, en zone USDA 8b (sud de Nîmes), il est assez fréquent de voir des avocatiers âgés de plusieurs dizaines d'années ; en zone protégée ils fleurissent et fructifient (notamment dans les Alpes maritimes).

### Propagation

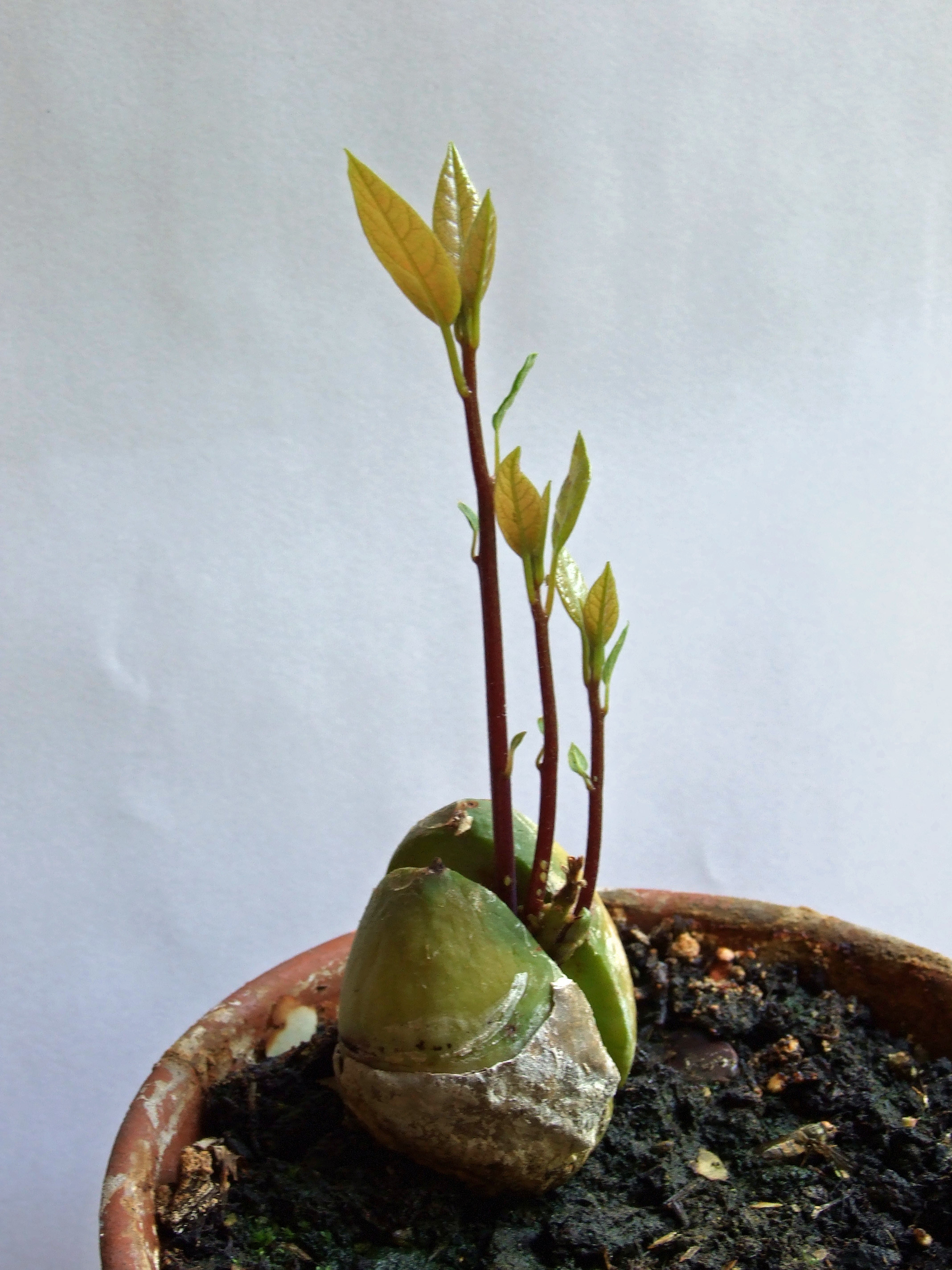
Plante.

Le semis d'une graine sous un climat approprié peut donner un arbre porteur de fruits en 4 à 6 ans, mais on n'obtiendra pas des fruits identiques à la variété parente, sauf dans certains cas de polyembryonie. Les vergers commerciaux utilisent donc des arbres greffés sur des porte-greffes adaptés au lieu de culture : terrain compact ou résistance à la pourriture des racines causée par Phytophthora cinnamomi (cultivars de Persea americana ou Persea schiedeana uniquement. Les autres espèces de Persea et les autres genres de Lauraceae sont incompatibles de greffe). Il est cependant aisé de produire de jeunes avocatiers par semis. On peut planter directement le noyau aux deux tiers de sa hauteur dans un pot de 15-20 cm de diamètre dans un terreau classique, ou poser le noyau dans un vase à jacinthe ; affleurant la surface de l'eau il produira rapidement des racines. Les deux méthodes se valent, la dernière permettant d'observer la croissance racinaire de la plante.

### Pollinisation
En raison de sa dichogamie, l'avocatier est très faiblement auto-fertile. Il est donc recommandé d'associer des cultivars protogynes (groupe A) à des cultivars protandres (groupe B)

#### Groupe de pollinisation
Variétés du Groupe A (protogyne) :
- Carmen Hass
- Corona
- Duke
- Fantastic (également connu sous le nom de Pryor)
- Gwen
- Gottfried
- Hass
- Holiday
- Lamb Hass
- Mexicola Grande
- Pinkerton
- Reed
- Secondo
- Stewart
- Wurtz

Variétés du Groupe B (protandre): 
- Bacon,
- Fuerte,
- Zutano,
- Ettinger,
- Sharwill,
- Sir Prize.

Même avec un arbre de chaque groupe, la floraison femelle peut se produire à différents moments de la journée en fonction de la température. Il faut donc disposer d'assez de pollinisateurs tels que les abeilles (plutôt actives en milieu de journée lors des journées chaudes), les bourdons (plus actifs le matin et le soir) et différents types de mouches ainsi que d'une température assez douce pour pouvoir assurer une bonne pollinisation. En effet, en cas de températures fraîches, l'ouverture des fleurs dans l'après-midi peut être retardée au début de soirée voire en pleine nuit, ce qui limite les possibilités de pollinisation par les abeilles qui sont le plus actives en début d'après-midi. Autre problème, les fleurs d'avocatier ne sont pas très attractives pour les abeilles et si on cultive, par exemple, des agrumes à proximité, les abeilles risquent de délaisser les fleurs d'avocatiers au profit de celles des agrumes.
Par ailleurs, les abeilles ont tendance à se spécialiser sur les fleurs d'un sexe particulier. Certaines vont butiner exclusivement les fleurs mâles et d'autres exclusivement les fleurs femelles, ce qui limite encore le taux de pollinisation. Il faut donc privilégier la pollinisation par les bourdons ou d'autres pollinisateurs qui, eux, n'ont pas cette spécialisation sexuelle.
Les vents forts réduisent l'humidité, déshydratent les fleurs et affectent également la pollinisation.

### Maladies
L'avocatier est un arbre très fragile, il a besoin d'un sol bien drainé et d'une attention toute particulière au niveau de son arrosage. La terre doit rester humide mais ne jamais devenir détrempée au risque de faire pourrir les racines. L'avocatier est très sensible aux maladies cryptogamiques, c'est pour cette raison que l'on peut voir certaines cultures se faire sur des terrains en pente. Le symptôme principal qui permet de constater facilement cette maladie est un brunissement des feuilles.

### Production
Un avocatier peut produire entre quelques fruits lors des premières fructifications jusqu'à 1000 avocats par an (soit 150 à 250 kg de fruits selon les variétés) pour un arbre mature.
En France métropolitaine, la récolte se fait généralement de novembre à avril car les avocats ne mûrissent pas tous en même temps. Les fruits ne mûrissent pas complètement sur l'arbre. Pour les variétés à peau sombre, le passage du vert au noir est un bon signal de récolte. Les avocats sont généralement consommables une semaine après leur récolte (quand ils commencent à ramollir et que le pédoncule tombe spontanément).
Un verger commercial peut être planté avec une densité de 275 arbres par hectare (6 x 6 m). Les arbres sont taillés régulièrement pour que les fruits restent accessibles. Chaque arbre peut produire jusqu'à 100 kg de fruits soit 27 tonnes d'avocats par hectare et par an pour les variétés les plus productives (Hass) en conditions optimales (fertirrigation et bon climat), mais le rendement moyen tourne plutôt autour de 15 tonnes par hectare.
Certains cultivars ont un problème d'alternance biennale.